# Холлоуэй, Томас
Томас Холлоуэй (англ. Thomas Holloway) — английский торговец патентованными лекарствами и филантроп.

## Биография
Холлоуэй родился в Девонпорте, графство Девон, в семье Томаса и Мэри Холлоуэй, которые к моменту рождения сына занимались хлебопекарным бизнесом. Позже они переехали в Пензанс, Корнуолл, где управляли трактиром «The Turk’s Head». В конце 1820-х годов Холлоуэй на несколько лет уехал жить в Рубе, Франция. В 1831 г. вернулся в Англию, работал в Лондоне секретарём и переводчиком в фирме, занимающейся импортом и экспортом. В 1836 г. он стал иностранным и торговым агентом в Лондоне.
Холлоуэй имел деловые связи с итальянцем Феликсом Альбиноло, который производил и продавал мазь общего назначения. В 1837 году это натолкнуло Холлоуэя на мысль самому организовать аналогичный бизнес. Он начал с того, что использовал кастрюли и сковородки своей матери для производства мази на семейной кухне. Увидев потенциал патентованных лекарств, Холлоуэй вскоре добавил к своему ассортименту пилюли. Бизнес Холлоуэя был чрезвычайно успешным. Ключевым фактором его огромного успеха в бизнесе была реклама, в которую Холлоуэй очень верил. Первые газетные объявления Холлоуэя появились в 1837 г., а к 1842 г. его ежегодные расходы на рекламу составили более 5 тыс. фунтов стерлингов. К моменту своей смерти он тратил на рекламу своей продукции более 50 тыс. фунтов стерлингов в год. Продажи его продукции сделали Холлоуэя мультимиллионером и одним из самых богатых людей Великобритании того времени. Считалось, что препараты Холлоуэя способны излечить от множества болезней, однако научная экспертиза, проведённая после его смерти, показала, что лишь немногие из них содержат ингредиенты, которые можно было бы считать обладающими значительной лекарственной ценностью. Лекарственный бизнес Холлоуэя постепенно приходил в упадок и в 1930 г. был куплен конкурирующей компанией Beecham’s Pills.

## Филантропия
Холлоуэй запомнился двумя крупными лечебными учреждениями, построенными им в Англии: Holloway Sanatorium в графстве Суррей, и Королевский колледж Холлоуэя, колледж Лондонского университета в Энглфилд Грин, графство Суррей. Оба здания были спроектированы архитектором Уильямом Генри Кросслендом по образцу Палаты суконщиков Ипра (Бельгия) и замка Шамбор в долине Луары (Франция).
Холлоуэй утверждал, что именно его жена, Джейн Холлоуэй, вдохновила его на создание колледжа, в котором обучались только женщины и который не принимал студентов-мужчин до 1965 г., хотя аспиранты были приняты в 1945 г. Холлоуэй также заплатил более 80 тыс. фунтов стерлингов за приобретение 77 картин викторианской эпохи, которые он подарил колледжу при его основании. Большинство из этих произведений искусства до сих пор принадлежат колледжу и экспонируются в картинной галерее колледжа. Три картины Тернера, Констебла и Гейнсборо были проданы в 1990-х годах.

## Титтенхерст Парк
К концу 1860-х годов Холлоуэй стал чрезвычайно богат и приобрёл георгианский дом в Саннингхилле, недалеко от Аскота, Беркшир, названный Титтенхерст Парк. Холлоуэй жил там со своей женой Джейн. Её сестра, Сара Энн Драйвер, также жила там со своим мужем Джорджем Мартином, как и сестра Холлоуэя Матильда, инвалид, которая вскоре умерла. Джейн умерла в 1875 г. в возрасте 61 года, Холлоуэй умер 26 декабря 1883 г. в возрасте 83 лет.
Спустя столетие, в 1969—1971 гг. в этом здании жил Джон Леннон со своей новой женой Йоко Оно, поженившиеся 20 марта 1969 г. в Гибралтаре. После Леннона здесь до конца 1980-х гг. жил ещё один участник группы «Битлз» — Ринго Старр. В 1988 году усадьба была продана шейху Заиду ибн Султану Аль Нахайяну, президенту Объединенных Арабских Эмиратов. С тех пор в усадьбе была проведена масштабная реконструкция, и интерьер уже не напоминает дом, в котором жили Леннон и Старр.

## Смерть

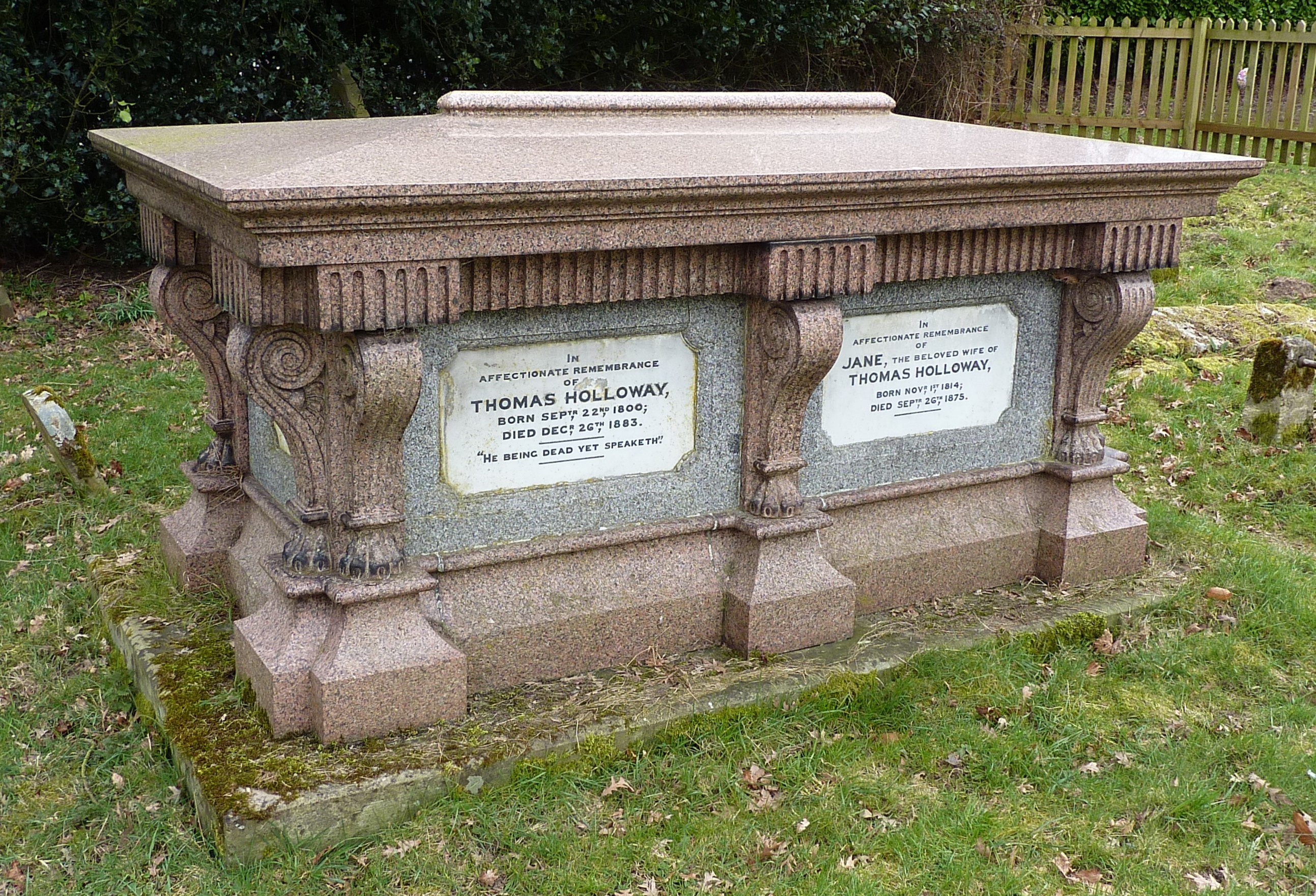
Могила Томаса Холлоуэя в Беркшире.

Филантроп и несколько эксцентричный меценат (он питал неприкрытое предубеждение против врачей, адвокатов и священников), Холлоуэй умер от закупорки легких в Саннингхилле в 1883 г., за восемнадцать месяцев до открытия Holloway Sanatorium. Был похоронен вместе со своей женой Джейн в семейном захоронении на территории церкви в Саннингхилле. В октябре 2014 г. директор Королевского университета Холлоуэй профессор Пол Лейзелл открыл в церкви выставку, посвященную его жизни.